# USS O'Neill (DE-188)
USS O'Neill (DE-188) là một tàu hộ tống khu trục lớp Cannon từng phục vụ cùng Hải quân Hoa Kỳ trong Chiến tranh Thế giới thứ hai. Nó là chiếc tàu chiến duy nhất của Hải quân Hoa Kỳ được đặt cái tên này, theo tên Thiếu úy Hải quân William Thomas O'Neill, Jr. (1914-1941), người từng phục vụ trên thiết giáp hạm Arizona (BB-39) và đã tử trận trong vụ tấn công Trân Châu Cảng vào ngày 7 tháng 12, 1941. Nó đã phục vụ cho đến khi chiến tranh kết thúc, xuất biên chế năm 1946, rồi được chuyển cho Hải quân Hoàng gia Hà Lan năm 1950, và tiếp tục phục vụ như là chiếc HNLMS Dubois (F.809) cho đến năm 1967. Con tàu bị tháo dỡ một năm sau đó.

## Thiết kế và chế tạo
Lớp Cannon có thiết kế hầu như tương tự với lớp Buckley dẫn trước; khác biệt chủ yếu là ở hệ thống động lực Kiểu DET (diesel electric tandem). Các động cơ diesel đặt nối tiếp nhau dẫn động máy phát điện để cung cấp điện năng quay trục chân vịt cho con tàu. Động cơ diesel có ưu thế về hiệu suất sử dụng nhiên liệu, giúp cho lớp Cannon cải thiện được tầm xa hoạt động, nhưng đánh đổi lấy tốc độ chậm hơn.
Vũ khí trang bị bao gồm ba pháo 3 in (76 mm)/50 cal trên tháp pháo nòng đơn có thể đối hạm hoặc phòng không, một khẩu đội pháo phòng không Bofors 40 mm nòng đôi và tám pháo phòng không Oerlikon 20 mm. Vũ khí chống ngầm bao gồm một dàn súng cối chống tàu ngầm Hedgehog Mk. 10 (có 24 nòng và mang theo 144 quả đạn); hai đường ray Mk. 9 và tám máy phóng K3 Mk. 6 để thả mìn sâu. Con tàu vẫn giữ lại ba ống phóng ngư lôi Mark 15 21 inch (533 mm). Thủy thủ đoàn đầy đủ bao gồm 15 sĩ quan và 201 thủy thủ.
O'Neill được đặt lườn tại xưởng tàu của hãng Federal Shipbuilding and Drydock Company ở Newark, New Jersey vào ngày 26 tháng 8, 1943. Nó được hạ thủy vào ngày 14 tháng 11, 1943, được đỡ đầu bởi bà W. T. O'Neill, mẹ Thiếu úy O'Neill, và nhập biên chế cùng Hải quân Hoa Kỳ tại Xưởng hải quân New York vào ngày 6 tháng 12, 1943 dưới quyền chỉ huy của Hạm trưởng, Thiếu tá Hải quân David Spencer Bill, Jr.

## Lịch sử hoạt động

### USSO'Neill
Sau khi hoàn tất việc chạy thử máy huấn luyện tại khu vực Bermuda và sửa chữa sau chạy thử máy, O'Neill trình diện để phục vụ cùng Hạm đội Đại Tây Dương. Nó khởi hành từ New York vào đầu năm 1944 để hộ tống một đoàn tàu vận tải vượt Đại Tây Dương đi sang Anh, rồi được tiếp nối bởi một loạt các chuyến hộ tống vận tải khứ hồi tương tự từ các cảng Hoa Kỳ đến Casablanca, Maroc; Bizerte, Tunisia; và Belfast, Bắc Ireland. Các chuyến đi do con tàu hộ tống đều diễn ra an toàn và không chịu thiệt hại nào.
Vào ngày 31 tháng 10, O'Neill lên đường để đi sang khu vực Mặt trận Thái Bình Dương, nó băng qua kênh đào Panama, trình diện để phục vụ cùng Hạm đội Thái Bình Dương, và đi đến khu vực mặt trận tại Philippines vào tháng 12. Hoạt động trong thành phần Đệ Tam hạm đội dưới quyền chỉ huy của Đô đốc William Halsey, nó đã tham gia chiến dịch giải phóng Luzon, Philippines.
Sang tháng 2, 1945, O'Neill trở thành một đơn vị thuộc Đệ Ngũ hạm đội dưới quyền chỉ huy của Đô đốc Raymond A. Spruance. Nó đã hoạt động trong thành phần hộ tống các tàu chở quân làm nhiệm vụ vận chuyển Sư đoàn 3 Thủy quân Lục chiến tấn công Iwo Jima. Cuộc đổ bộ được tiến hành vào ngày 24 tháng 2, và con tàu đã ở lại để tuần tra khu vực vận chuyển ngoài khơi bãi đổ bộ.
Đi đến vịnh Milne, New Guinea, O'Neill gia nhập vào lực lượng được tập trung nhằm chuẩn bị cho cuộc tấn công tiếp theo lên Okinawa. Cuộc đổ bộ chính diễn ra vào ngày 1 tháng 4, và con tàu đã hoạt động liên tục trong suốt hai tháng tiếp theo sau trong vai trò tuần tra chống tàu ngầm. Nó đã bắn rơi một máy bay ném bom hai động cơ đối phương vào ngày 25 tháng 5, rồi lại bị một máy bay tấn công tự sát Kamikaze đâm trúng vào ngày hôm sau; hai thành viên thủy thủ đoàn đã tử trận cùng 17 người khác bị thương.
Vào ngày 16 tháng 6, O'Neill lên đường để quay trở về vùng bờ Tây Hoa Kỳ, đi ngang qua Ulithi và Trân Châu Cảng; nó về đến San Pedro, California, nơi nó bắt đầu được đại tu và sửa chữa những hư hại trong chiến đấu. Đang trong quá trình sửa chữa, Nhật Bản chấp nhận đầu hàng vào ngày 15 tháng 8 giúp kết thúc cuộc xung đột. Sau khi công việc hoàn tất, nó khởi hành và băng ngang kênh đào Panama để đi sang vùng bờ Đông, nơi nó được chuẩn bị cho việc ngừng hoạt động. Chiếc tàu hộ tống khu trục được đưa về Hạm đội Dự bị Đại Tây Dương, và được cho xuất biên chế tại Green Cove Springs, Florida vào ngày 2 tháng 5, 1946. 

### HNLMSDubois(F.809)
Sau hơn bốn năm bị bỏ không trong thành phần dự bị, đến ngày 23 tháng 10, 1950, O'Neill cùng với năm tàu hộ tống khu trục khác được chuyển cho Hà Lan trong khuôn khổ Chương trình Viện trợ Quân sự. Tên nó được cho rút khỏi danh sách Đăng bạ Hải quân Hoa Kỳ vào ngày 20 tháng 12, 1950. Con tàu phục vụ cùng Hải quân Hoàng gia Hà Lan như là chiếc tàu frigate HNLMS Dubois (F.809), cho đến khi được hoàn trả cho Hải quân Hoa Kỳ vào ngày 15 tháng 12, 1967. Nó bị bán cho một hãng tháo dỡ tại Tây Đức để tháo dỡ vào tháng 2, 1968.

## Phần thưởng
Nguồn: Navsource Naval History
|  |  |  |
|  |  |  |

| Dãi băng Hoạt động Tác chiến (truy tặng)      | Dãi băng Hoạt động Tác chiến (truy tặng)           | Huân chương Chiến dịch Hoa Kỳ                      | Huân chương Chiến dịch Hoa Kỳ        |
| Huân chương Chiến dịch Châu Á-Thái Bình Dương | Huân chương Chiến dịch Châu Âu-Châu Phi-Trung Đông | Huân chương Chiến dịch Châu Âu-Châu Phi-Trung Đông | Huân chương Chiến thắng Thế Chiến II |